# 梅里特 (密蘇里州)
梅里特（英語：Merritt）是位於美國密蘇里州道格拉斯縣的非建制地區。

## 歷史
梅里特的郵局於1903年設立，其後於1930年停運。

## 地理
梅里特所處的海拔為高於海平面305米（即1001英呎），而該地所採用的時區為UTC-6，即北美中部時區（CST）。同時該地設有夏令時間，為UTC-6調快一小時，即UTC-5（CDT）。